# Бабуши

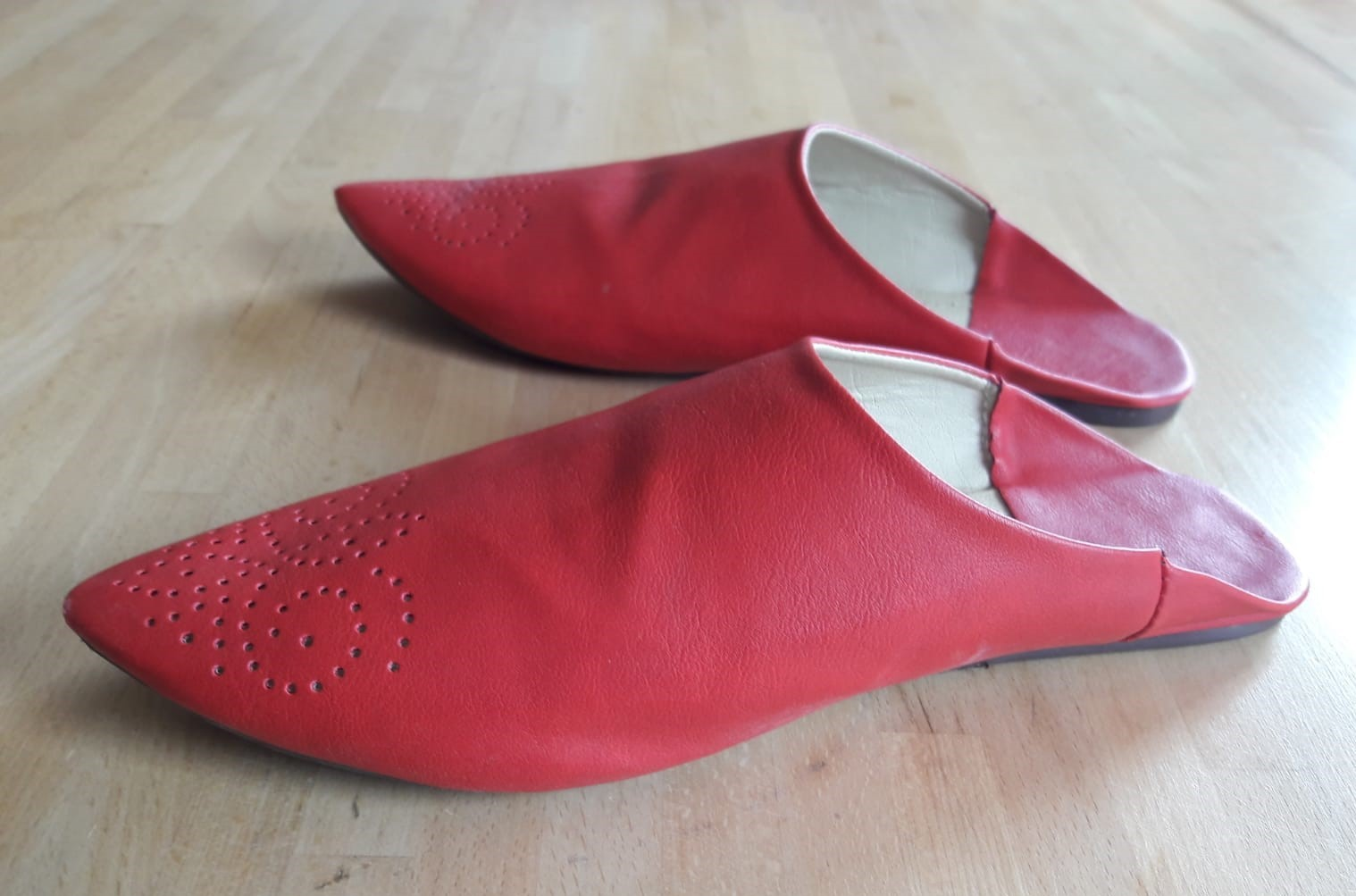
Бабуши

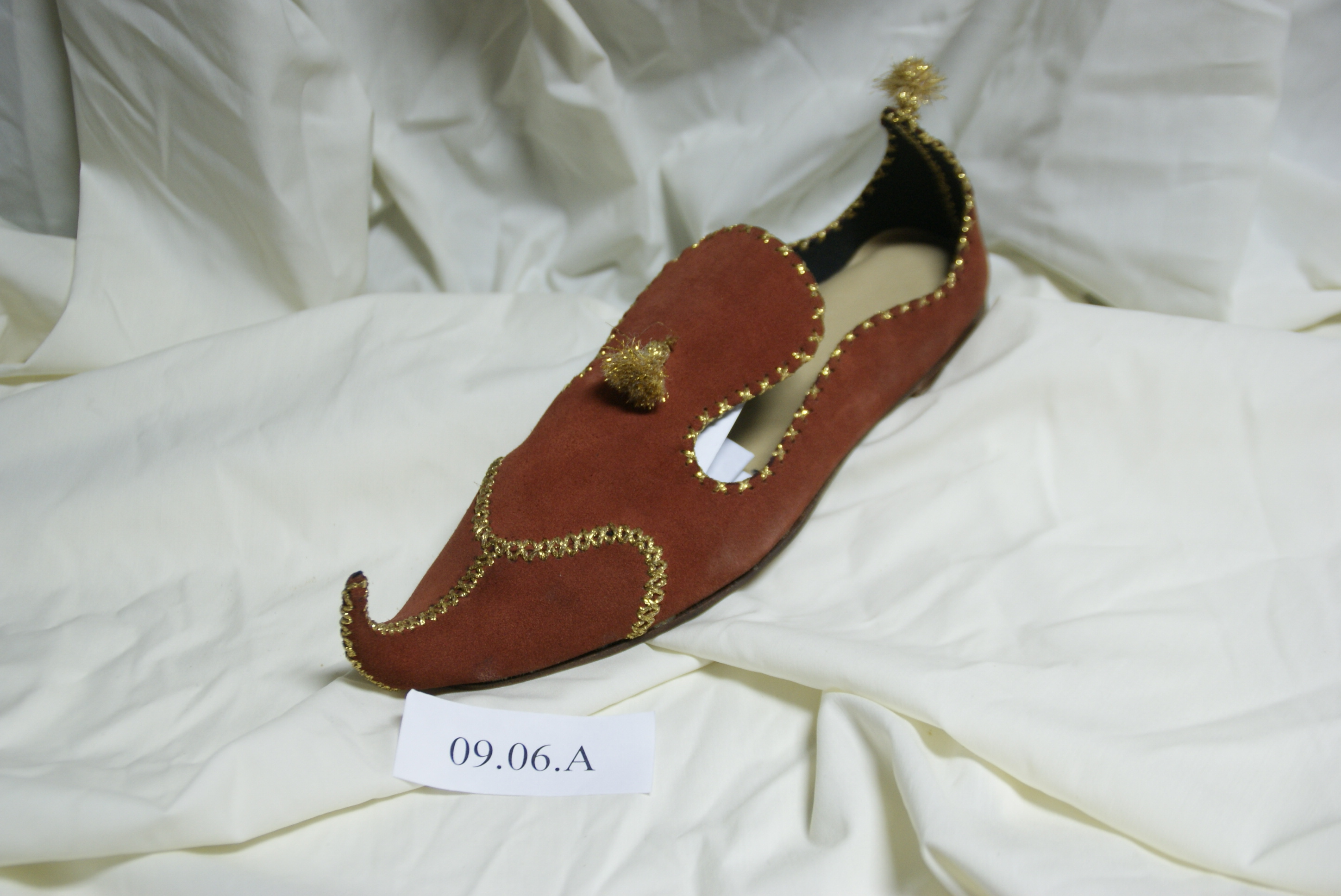
Восточная туфелька

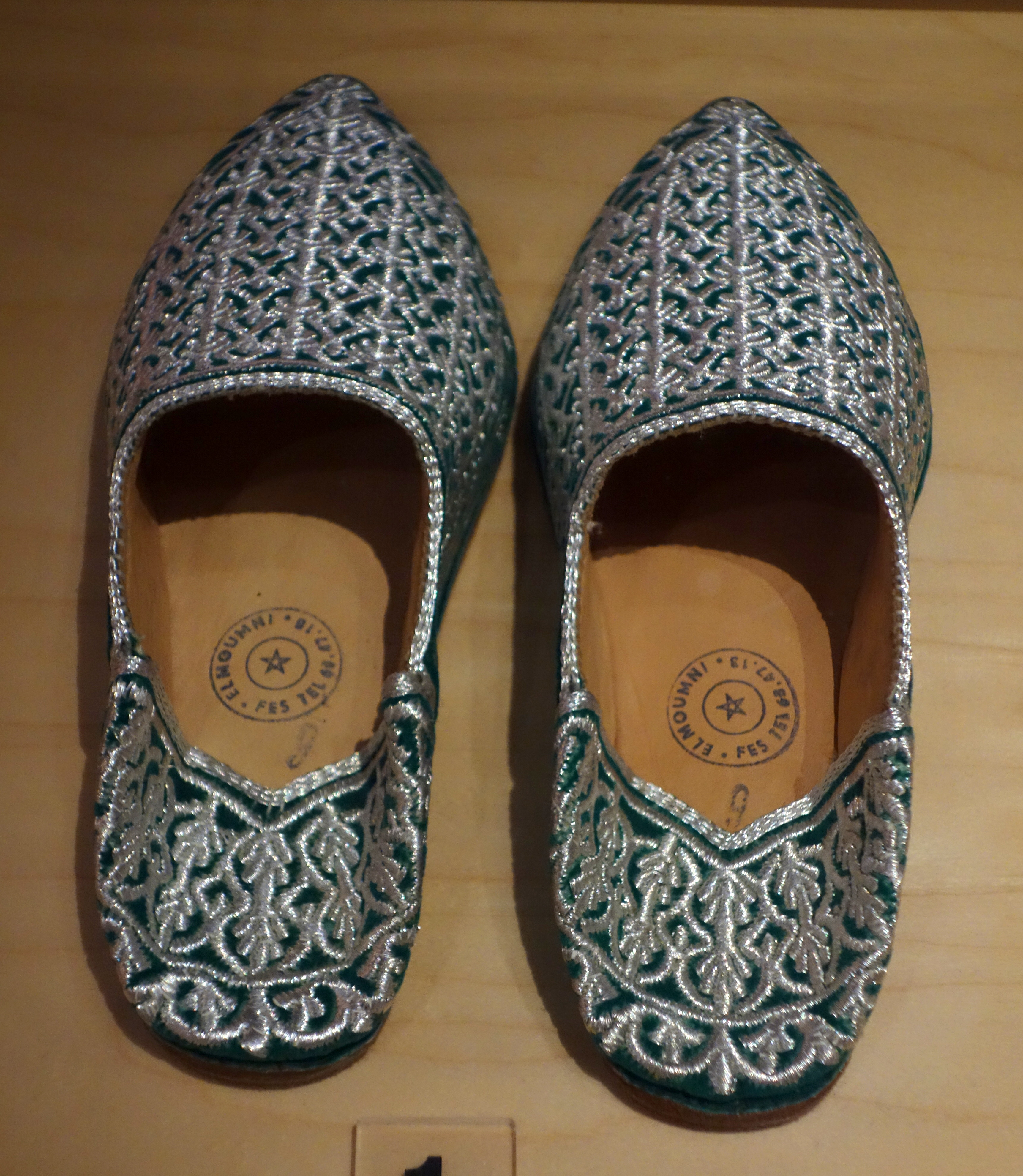
Марокканские тапочки

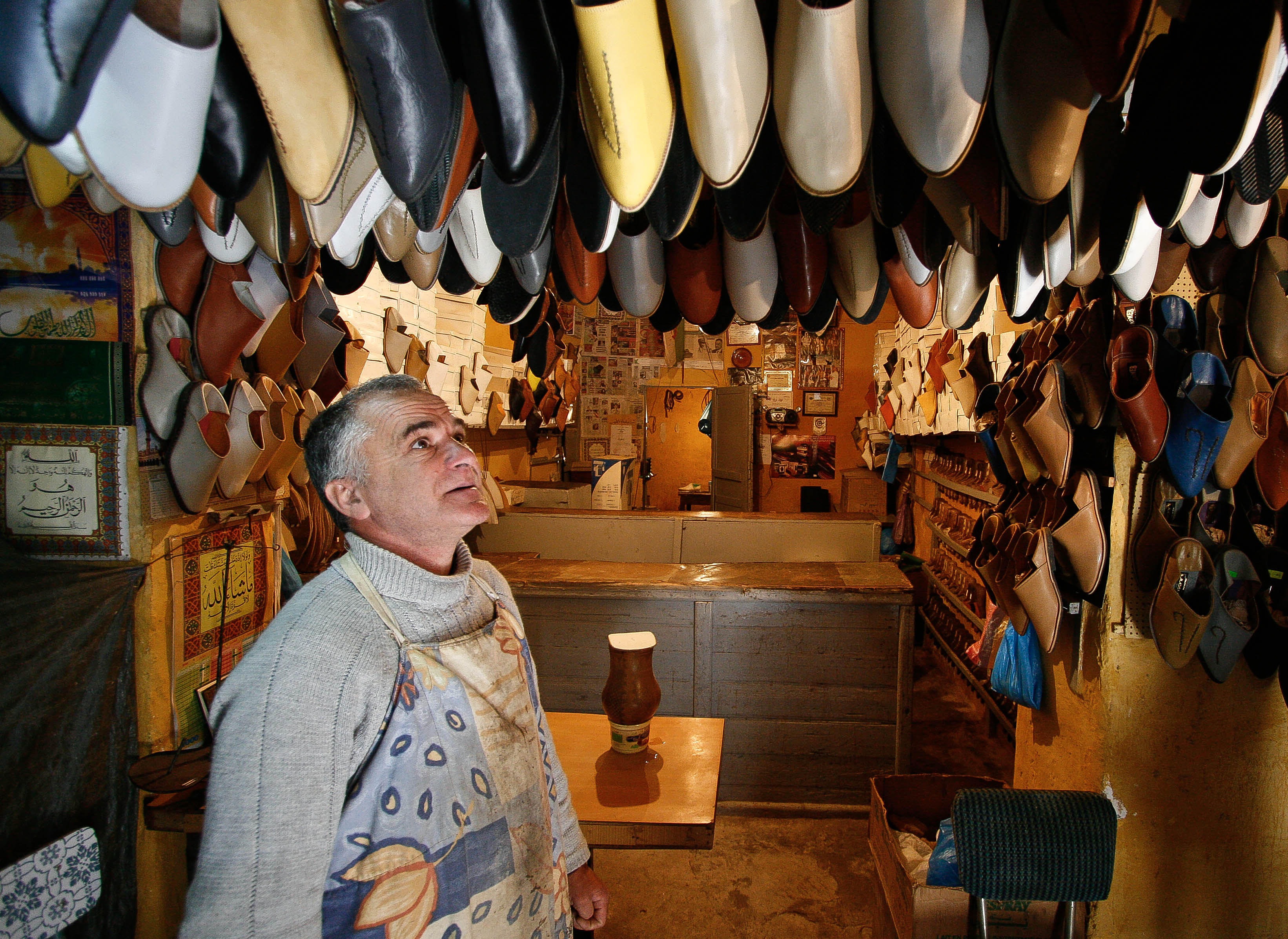
Производитель тапочек в Алжире

Бабу́ши — кожаные туфли без задников, обычно из тиснёного сафьяна. Один из видов национальной обуви в Марокко, распространены в странах на северо-западе Африки.

## Этимология
Слово вошло в русский либо из немецкого языка (нем. Babuschen) в XVIII веке, заимствовавшего слово из французского языка, либо напрямую из французского (фр. babouches). Во французский в свою очередь слово бабуши попало из арабского языка (bābuš, bābuĵ), а в арабский — из персидского (pā-puš — обувь: pā — нога + pušidän — покрывать). Фонетически менее вероятно заимствование слова бабуши из тюркских языков, куда слово проникло по той же цепочке, что и во французский. Из турецкого языка в старо-русский пришло слово во множественном числе попучи, означающая «турецкую обувь». Диалектальные папычѝ, папучѝ у казаков-некрасовцев, эмигрировавших в XVIII веке в Османскую империю, означало «туфли без задников».
Благодаря контактам с немецкими сапожниками в русском языке образовалось похожее слово пампу́ши, означающее «турецкие туфли, носимые поверх босовиков или кожаных чулок», а в Архангельской области — «бабьи башмаки».

## Описание
Наибольшее распространение бабуши получили в Турции и странах Северной Африки. В настоящее время основными производителями и поставщиками данной обуви является Марокко.
Первоначально туфли шили из тиснёного сафьяна, в настоящее время бабуши производят с использованием тканей или плетением.
Бабуши могут иметь как скруглённые, так и острые, иногда загнутые кверху носы.